# Teatre sufragista

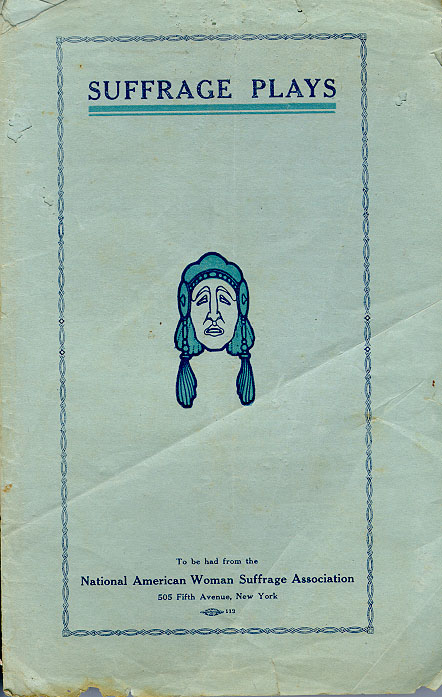
Pamflet de l'Associació Nacional Americana Pro Sufragi de la Dona per a obres de teatre sufragistes.

El teatre sufragista, també conegut com a drama sufragista, és un gènere teatral que va sorgir durant el moviment pel sufragi femení al Regne Unit a l'inici del segle xx. Es van representar obres teatrals sufragistes aproximadament entre el 1907 i el 1914. Moltes eren interpretades majoritàriament o exclusivament per dones. Aquelles obres van servir per a visibilitzar els problemes que encarava el moviment sufragista. També revelaven molts dels dobles estàndards als quals s'enfrontaven les dones cada dia. El teatre sufragista era una forma de teatre realista, així que va ser influenciat per l'obra de Henrik Ibsen. S'hi combinaven situacions quotidianes i familiars amb personatges empatitzables a l'escenari, a l'estil del teatre realista.

## Teatre prosufragista
Les obres de teatre a favor del sufragi femení sovint mostraven personatges femenins forts, que il·lustraven les qualitats de les votants racionals i informades. Al·ludien a l'obsolescència i la imprecisió dels estereotips de gènere que justificaven denegar el vot a les dones, com la filosofia de la dicotomia públic-privat. En la ficció, aquests personatges sovint convencien hòmens o dones antisufragistes perquè repensin el seu posicionament i donin suport al sufragi femení. Altres obres satiritzaven els antisufragistes com a bufons o individus que es resisteixen al progrés social, així que els calia poc o gens d'attrezzo i, escenogràficament parlant, res a part de l'escenari. Això permetia que les companyies de teatre amateurs poguessin representar les obres al mínim cost possible, amb la qual cosa serien més representades i expandirien el sentiment prosufragista. Atès el baix cost d'organitzar les representacions, les obres sufragistes sovint s'interpretaven en la sala d'estar de residències privades i en sales de teatre de poques dimensions.

### Regne Unit
Durant el moviment sufragista al Regne Unit, es van publicar divuit peces curtes que van ser considerades «teatre sufragista», però són poques d'entre les que es van fer sobre el tema (la majoria, a favor de la causa). Segons Susan Croft, se n'haurien pogut identificar 170, sense comptar les descobertes a posteriori de la publicació de la cronologia original. Dos exemples de drama sufragista per excel·lència són Votes for Women (lit. ‘Vots per a les dones’) d'Elizabeth Robins i How the Vote Was Won (lit. ‘Com es va guanyar el vot’) de Cicely Hamilton i Christopher St. John. L'obra de Robins va ser representada el 1907 al Teatre Court de Londres i constitueix una de les primeres del gènere. Per a l'actriu i directora Julie Holledge, Votes for Women «marcava l'inici del teatre sufragista» i va contribuir a l'organització de les actrius i a «la seva involucració en el moviment pels drets de les dones i el seu descontentament amb un teatre dominat pels hòmens». Va afegir: «Aquelles dones havien començat a desenvolupar un teatre que pogués expressar la realitat de la vida de les dones... Amb l'emergència del moviment de masses del sufragisme en el període eduardià, més d'un miler d'actrius van ser empeses a la lluita pel dret de vot de la dona. De la seva lluita va néixer el primer moviment teatral de dones del segle xx».
Els personatges d'aquestes obres eren versemblants: persones de classe mitjana que lluitaven a favor del sufragi femení o en contra. Sovint hi apareixien personatges femenins que parlaven entre si sobre el moviment sufragista i fins i tot trencaven les barreres interclassistes. El teatre sufragista va portar a la creació de la Lliga Sufragista d'Actrius el 1908, que havia de «proveir la infraestructura per a promoure els afers de dones a gran escala».
Les sufragistes feien servir el teatre per a incentivar el canvi social, sobretot respecte de l'actitud de la gent envers el tema. Les obres de teatre eren un esdeveniment social i comunitari, així que el missatge arribava a una gran audiència en molt poc temps. Algunes sufragistes van arribar a afirmar que un canvi legislatiu havia estat fruit de la producció d'una obra dramàtica.
El teatre va tenir un rol crucial en el moviment sufragista al Regne Unit. Algunes organitzacions pro sufragi femení, com la Lliga Sufragista d'Actrius i el grup Pioneer Players d'Edith Craig, van acompanyar entitats de caràcter marcadament polític, com la Societat Nacional per al Sufragi Femení, per a defensar el dret a vot de les dones, mitjançant conferències i obres de teatre. Només es permetia a actrius accedir a la Lliga Sufragista d'Actrius, però l'entitat va comprometre's a «ajudar qualsevol altra lliga pel sufragi femení, sigui on sigui» a partir de la creació i representació d'«obres propagandístiques» i de conferències informatives sobre la qüestió. Al Regne Unit van proliferar les primeres dramaturgues sufragistes, com ara Cicely Hamilton (autora de Diana of Dobson's), George Bernard Shaw (autor de Press Cuttings), Beatrice Harraden (autora de Lady Geraldine's Speech) i Bessie Hatton (autora de Before Sunrise). Encara avui dia s'escriuen obres sobre el tema al Regne Unit, com ara Woman (2003) d'Ian Flint, Her Naked Skin (2008) de Rebbeca Lenkiewic i The Sound of Breaking Glass (2009) de Sally Sheringham.
Les organitzacions i revistes sufragistes britàniques també van interessar-se pel posicionament de les dones de l'Índia, i les representacions sufragistes al Regne Unit incloïen històries de dones índies, com les de la plaça Sloane Square, igual que Votes for Women mencionava Chitra de Rabindranath Tagore.

### Estats Units

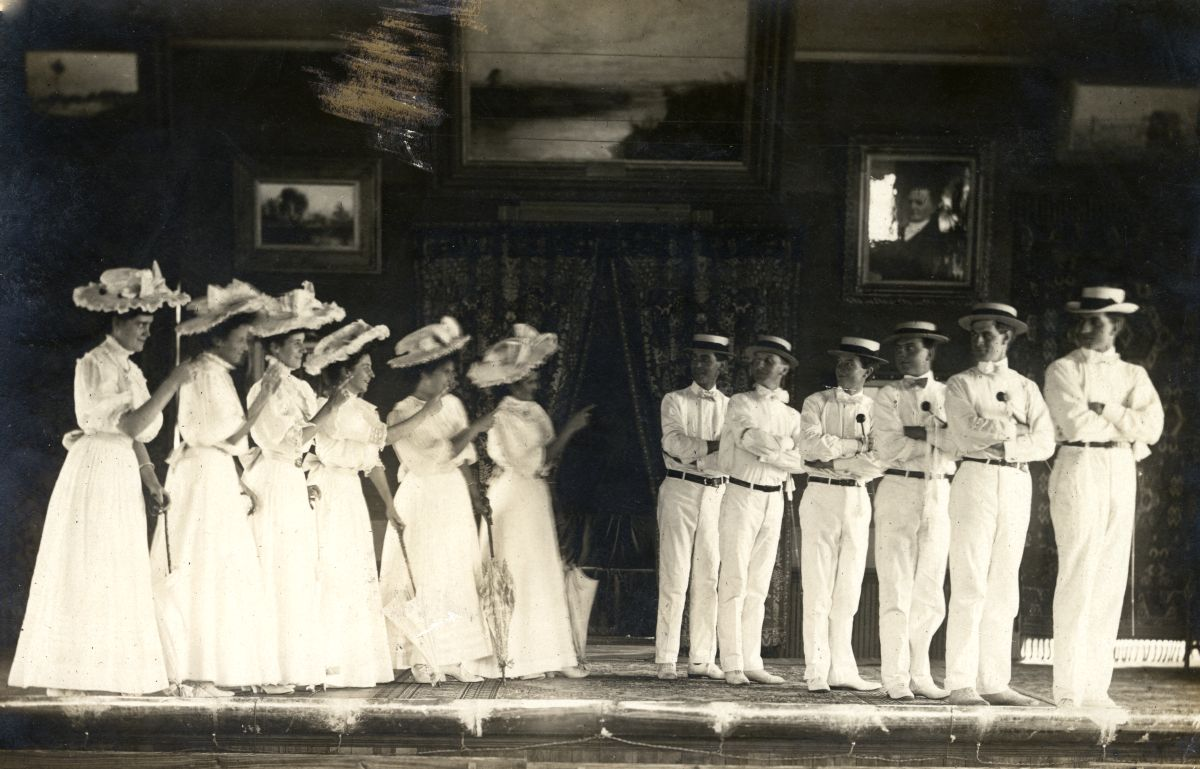
Elenc de l'obra Women, Women, Women, Suffragettes, Yes, interpretada el 1900 a la Koreshan Unity.

Malgrat que gran part dels drames sufragistes eren escrits per autors i dramaturgs britànics, hi va haver alguns estatunidencs que també es van bolcar en el gènere. En destaquen Charlotte Perkins Gilman, que va signar Three Women (lit. ‘Tres dones’), Something to Vote For (lit. ‘Quelcom pel que votar’) i The Ceaseless Struggle of Sex: A Dramatic View (lit. ‘La incessant lluita del sexe: Una visió dramàtica’); Inez Milholland, una corresponsal de guerra durant la Gran Guerra que va escriure If Women Voted (lit. ‘Si les dones votessin’); Miriam Nicholson, Elizabeth Gerberding, Salina Solomon i Mrs. Charles Caffin. Si bé el moviment dramàtic pel sufragi femení no va començar com a tal fins a l'inici del segle xx, existeixen obres similars publicades a tombants del segle xix, com ara Lords of Creation (lit. ‘Els senyors de la creació’) d'Ella Cheever Thayer. Hi havia organitzacions, com l'Associació Nacional Americana Pro Sufragi de la Dona (NAWSA), que entenien el teatre com una via efectiva de difondre el sentiment prosufragista i, per tant, proveïen els teatres professionals i amateurs d'obres prosufragistes. Moltes de les obres de la NAWSA es van perdre i l'única informació i prova que en queda són els pamflets de l'època.

## Teatre antisufragista
Algunes de les obres pioneres a tractar la qüestió del sufragi femení van ser escrites per opositors del moviment. Aquestes peces feien sàtira de la volguda revisió dels rols de gènere, retrataven les dones com incapaces d'Influenciar els hòmens i caracteritzaven les sufragistes com poc dones i grotesques. L'impacte i la popularitat d'aquestes obres són temes poc estudiats. Un exemple paradigmàtic que va passar d'audiències modestes (com les obres prosufragistes interpretades per actrius amateurs) al reconeixement per tot Estats Units és The Spirit of Seventy-Six; or, The Coming Woman, A Prophetic Drama (1868) d'Ariana Randolph Wormeley Curtis i Daniel Sargent Curtis. Van escriure l'obra en la postguerra de la Guerra Civil, quan molts abolicionistes van començar a centrar-se en diferents problemàtiques socials, com el sufragi femení. La peça pretén ser una fantasia absurdista que evoca una realitat alternativa en què els hòmens i les dones s'intercanvien els rols socials. Per exemple, hi apareixen dones disfressades amb roba d'home fumant cigarretes i en tots els càrrecs públics, mentre els hòmens proven de tenir cura dels fills a casa. Així doncs, s'implica que donar a les dones el dret a vot les farà tornar totes terriblement masculines i que, desenvolupant la seva activitat política, les sufragistes radicals realment miren d'«emmascarar la seva pròpia indesitjabilitat o incompetència».

## Obres destacades
- How the Vote Was Won (lit. ‘Com es va guanyar el vot’) de Cicely Hamilton i Christopher St. John
- Votes for Women (lit. ‘El vot per a la dona’) d'Elizabeth Robins
- Lady Geraldine's Speech (lit. ‘El discurs de la senyora Geraldine’) de Beatrice Harraden
- A Chat with Mrs Chicky and Miss Appleyard's Awakening (lit. ‘Una conversa amb la senyora Chicky i el despertar de la senyora Appleyard’) d'Evelyn Glover
- A Woman's Influence (lit. ‘La influència d'una dona’) de Gertrude Jennings
- The Apple (lit. ‘La poma’) d'Inez Bensusan